# Цєше
Цєше (пол. Ciesze) — село в Польщі, у гміні Моньки Монецького повіту Підляського воєводства.
Населення — 116 осіб (2011).
У 1975-1998 роках село належало до Білостоцького воєводства.

## Демографія
Демографічна структура станом на 31 березня 2011 року:
|          | Загалом | Допрацездатний вік | Працездатний вік | Постпрацездатний вік |
| -------- | ------- | ------------------ | ---------------- | -------------------- |
| Чоловіки | 61      | 8                  | 45               | 8                    |
| Жінки    | 55      | 15                 | 29               | 11                   |
| Разом    | 116     | 23                 | 74               | 19                   |